# Moussa Diallo
Moussa Diallo (født 17. februar 1955 i Paris) er bassist.
Diallo voksede op i Mali, men flyttede i 1973 til Danmark. Han er værdsat som bassist og fik i 2006 Ken Gudman Prisen. Dertil modtog han i 2008 den nationale pris i Go Global World Music Award 2008.
Diallo er fast bassist i Savage Rose.
I 1992 medvirkede han med afrikansk rap på Shu-bi-duas sange "Sexchikane", som blev et stort hit for bandet.
Der er lavet en dokumentarfilm i 2015 om ham: Moussa Diallo - manden og musikken.